# Guayania crassicaulis
Guayania crassicaulis là một loài thực vật có hoa trong họ Cúc. Loài này được (Steyerm.) R.M.King & H.Rob. mô tả khoa học đầu tiên năm 1981.